# Rusia en los Juegos Europeos de Bakú 2015
Rusia participó en los Juegos Europeos de Bakú 2015 con una delegación de 359 deportistas. Responsable del equipo nacional fue el Comité Olímpico Ruso, así como las federaciones deportivas nacionales de cada deporte con participación.
El portador de la bandera en la ceremonia de apertura fue el luchador Jadzhimurat Gatsalov.

## Medallistas
El equipo de Rusia obtuvo las siguientes medallas:
| Nombre | Deporte               | Competición                       |
| --- | --------------------- | --------------------------------- |
| Oro |                       |                                   |
| Ilia Alexandrov Alexandr Pavlov Andrei Kanyguin Leopold Lagutin | Baloncesto 3x3        | Torneo M                          |
| Tatiana Petrushina Tatiana Vidmer Mariya Cherepanova Anna Leshkovtseva                                                                                                 | Baloncesto 3x3        | Torneo F                          |
| Bator Sagaluyev | Boxeo                 | Mosca ligero (–49 kg) M           |
| Bajtovar Nazirov | Boxeo                 | Gallo (–56 kg) M                  |
| Yelena Saveleva | Boxeo                 | Gallo (–54 kg) F                  |
| Anastasiya Beliakova | Boxeo                 | Welter ligero (–64 kg) F          |
| Anastasiya Ivanova Adelina Zaguidulina Diana Yakovleva Yana Alborova                                                                                                   | Esgrima               | Florete por equipos F             |
| Marina Chernova Gueorgui Pataraya | Gimnasia acrobática   | Par mixto – Dinámico              |
| Marina Chernova Gueorgui Pataraya | Gimnasia acrobática   | Par mixto – Balance               |
| Marina Chernova Gueorgui Pataraya | Gimnasia acrobática   | Concurso completo – par mixto     |
| David Beliavski Nikita Ignatiev Nikolai Kuxenkov | Gimnasia artística    | Equipo M                          |
| Aliya Mustafina | Gimnasia artística    | Concurso completo ind. F          |
| Aliya Mustafina | Gimnasia artística    | Asimétricas F                     |
| Aliya Mustafina Viktoriya Komova Seda Tutjalian | Gimnasia artística    | Equipo F                          |
| Yana Kudriavtseva | Gimnasia rítmica      | Concurso completo ind. F          |
| Yana Kudriavtseva | Gimnasia rítmica      | Pelota F                          |
| Yana Kudriavtseva | Gimnasia rítmica      | Mazas F                           |
| Yana Kudriavtseva | Gimnasia rítmica      | Cinta F                           |
| Margarita Mamun | Gimnasia rítmica      | Aro F                             |
| Anastasiya Maximova Sofia Skomoroj Anastasiya Tatareva Mariya Tolkachova Diana Borisova                                                                                | Gimnasia rítmica      | Conjuntos 5 con cinta F           |
| Daria Kleshchova Anastasiya Maximova Sofia Skomoroj Anastasiya Tatareva                                                                                                | Gimnasia rítmica      | Concurso completo por conjuntos F |
| Dmitri Ushakov | Gimnasia en trampolín | Individual M                      |
| Yana Pavlova | Gimnasia en trampolín | Individual F                      |
| Mijail Melnik Dmitri Ushakov | Gimnasia en trampolín | Sincronizado M                    |
| Anna Kornetskaya Yana Pavlova | Gimnasia en trampolín | Sincronizado F                    |
| Equipo | Fútbol playa          | Torneo M                          |
| Beslan Mudranov | Judo                  | –60 kg M                          |
| Kamal Jan-Magomedov | Judo                  | –66 kg M                          |
| Kiril Denisov | Judo                  | –90 kg M                          |
| Stepan Marianian | Lucha grecorromana    | 59 kg M                           |
| Yevgueni Saleyev | Lucha grecorromana    | 80 kg M                           |
| Islam Magomedov | Lucha grecorromana    | 98 kg M                           |
| Artiom Surkov | Lucha grecorromana    | 66 kg M                           |
| Davit Chakvetadze | Lucha grecorromana    | 85 kg M                           |
| Alexandr Bogomoyev | Lucha libre           | 61 kg M                           |
| Magomedrasul Gazimagomedov | Lucha libre           | 70 kg M                           |
| Abdulrashid Sadulayev | Lucha libre           | 86 kg M                           |
| Viktor Lebedev | Lucha libre           | 57 kg M                           |
| Aniuar Gueduyev | Lucha libre           | 74 kg M                           |
| Valeriya Lazinskaya | Lucha libre           | 63 kg F                           |
| Anton Chupkov | Natación              | 200 m braza M                     |
| Daniil Pajomov | Natación              | 200 m mariposa M                  |
| Filipp Shopin | Natación              | 50 m espalda M                    |
| Nikolai Sokolov | Natación              | 400 m estilos M                   |
| Anton Chupkov | Natación              | 100 m braza M                     |
| Daniil Pajomov | Natación              | 100 m mariposa M                  |
| Filipp Shopin Anton Chupkov Daniil Pajomov Vladislav Kozlov | Natación              | 4 × 100 m estilos M               |
| Alexandr Prokofiev Nikolai Sneguiriov Ernest Maxumov Yelisei Stepanov                                                                                                  | Natación              | 4 × 200 m libre M                 |
| Arina Openysheva | Natación              | 200 m libre F                     |
| Polina Yegorova | Natación              | 100 m mariposa F                  |
| Mariya Kameneva | Natación              | 50 m libre F                      |
| Mariya Astashkina | Natación              | 50 m braza F                      |
| Arina Openysheva Vasilissa Buinaya Olesia Cherniatina Mariya Kameneva                                                                                                  | Natación              | 4 × 100 m libre F                 |
| Arina Openysheva | Natación              | 400 m libre F                     |
| Polina Yegorova | Natación              | 200 m espalda F                   |
| Mariya Astashkina | Natación              | 200 m braza F                     |
| Polina Yegorova | Natación              | 100 m espalda F                   |
| Mariya Astashkina | Natación              | 100 m braza F                     |
| Polina Yegorova | Natación              | 50 m mariposa F                   |
| Anastasiya Kirpichnikova Arina Openysheva Olesia Cherniatina Irina Krivonogova                                                                                         | Natación              | 4 × 200 m libre F                 |
| Mariya Kameneva Mariya Astashkina Polina Yegorova Arina Openysheva | Natación              | 4 × 100 m estilos F               |
| Vladislav Kozlov Yelisei Stepanov Mariya Kameneva Arina Openysheva | Natación              | 4 × 100 m libre mixto             |
| Mariya Kameneva Anton Chupkov Daniil Pajomov Arina Openysheva | Natación              | 4 × 100 m estilos mixto           |
| Anisiya Neborako | Natación sincronizada | Solo F                            |
| Valeriya Filenkova Daria Kulaguina | Natación sincronizada | Dueto F                           |
| Valeriya Filenkova Maya Gurbanberdieva Veronika Kalinina Daria Kulaguina Anna Larkina Anisiya Neborako Mariya Salmina                                                  | Natación sincronizada | Equipo F                          |
| Anastasiya Arjipovskaya Valeriya Filenkova Maya Gurbanberdieva Veronika Kalinina Daria Kulaguina Anna Larkina Anisiya Neborako Yelizavetra Ovchinnikova Mariya Salmina | Natación sincronizada | Combinación F                     |
| Nikita Shleijer | Saltos                | Trampolín 1 m M                   |
| Ilia Molchanov Nikita Nikolayev | Saltos                | Trampolín 3 m sincronizado M      |
| Mariya Polykova | Saltos                | Trampolín 1 m F                   |
| Aimerguen Atkunov | Sambo                 | –57 kg M                          |
| Alsim Chernoskulov | Sambo                 | –90 kg M                          |
| Artiom Osipenko | Sambo                 | +100 kg M                         |
| Anna Jaritonova | Sambo                 | –52 kg F                          |
| Yana Kostenko | Sambo                 | –60 kg F                          |
| Anastasiya Baryshnikova | Taekwondo             | –67 kg F                          |
| Alexei Alipov | Tiro                  | Foso M                            |
| Vitali Fokeyev | Tiro                  | Doble foso M                      |
| Equipo | Waterpolo             | Torneo F                          |
| Plata |                       |                                   |
| Yekaterina Bolotova Yevgueniya Kosetskaya | Bádminton             | Doble F                           |
| Vladimir Ivanov Ivan Sozonov | Bádminton             | Doble M                           |
| Alexandr Besputin | Boxeo                 | Welter (–69 kg) M                 |
| Gasan Gimbatov | Boxeo                 | Superpesado (+91 kg) M            |
| Serguei Jodos | Esgrima               | Espada ind. M                     |
| Timur Arslanov | Esgrima               | Florete ind. M                    |
| Serguei Bida Anton Glebko Serguei Jodos Dmitri Gusev | Esgrima               | Espada por equipos M              |
| Yana Alborova | Esgrima               | Florete ind. F                    |
| Yana Zvereva | Esgrima               | Espada ind. F                     |
| Valeriya Belkina Yuliya Nikitina Zhanna Parjomets | Gimnasia acrobática   | Grupo – Dinámico F                |
| Valeriya Belkina Yuliya Nikitina Zhanna Parjomets | Gimnasia acrobática   | Grupo – Balance F                 |
| Valeriya Belkina Yuliya Nikitina Zhanna Parjomets | Gimnasia acrobática   | Concurso completo por grupos F    |
| Nikita Ignatiev | Gimnasia artística    | Anillas M                         |
| David Beliavski | Gimnasia artística    | Paralelas M                       |
| Aliya Mustafina | Gimnasia artística    | Suelo F                           |
| Seda Tutjalian | Gimnasia artística    | Salto de potro F                  |
| Margarita Mamun | Gimnasia rítmica      | Concurso completo ind. F          |
| Ivan Nifontov | Judo                  | –81 kg M                          |
| Svetlana Lipatova | Lucha libre           | 60 kg F                           |
| Yekaterina Bukina | Lucha libre           | 75 kg F                           |
| Filipp Shopin | Natación              | 100 m espalda M                   |
| Kirill Mordashev | Natación              | 200 m braza M                     |
| Ernest Maxumov | Natación              | 1500 m libre M                    |
| Igor Balyberdin | Natación              | 400 m estilos M                   |
| Mariya Kameneva | Natación              | 100 m espalda F                   |
| Anastasiya Kirpichnikova | Natación              | 800 m libre F                     |
| Arina Openysheva | Natación              | 100 m libre F                     |
| Alexei Korovashkov Ilia Pervujin | Piragüismo            | C2 1000 m M                       |
| Alexandr Sergueyev Vasili Pogreban Anton Riajov Vladislav Blintsov | Piragüismo            | K4 1000 m M                       |
| Natalia Podolskaya | Piragüismo            | K1 200 m F                        |
| Ilia Molchanov | Saltos                | Trampolín 1 m M                   |
| Nikita Shleijer | Saltos                | Plataforma 10 m M                 |
| Yekaterina Nekrasova | Saltos                | Trampolín 3 m F                   |
| Anna Chuinyshena | Saltos                | Plataforma 10 m F                 |
| Yelena Chernyj Mariya Polykova | Saltos                | Trampolín 3 m sincro. F           |
| Albert Gaun | Taekwondo             | –80 kg M                          |
| Vladislav Larin | Taekwondo             | +80 kg M                          |
| Yelena Tkach Alexei Alipov | Tiro                  | Foso mixto                        |
| Alexei Klimov | Tiro                  | Pistola rápida 25 m M             |
| Yaroslav Koshkariov Dmitri Barsuk | Vóley playa           | Torneo M                          |
| Bronce |                       |                                   |
| Sayana Sagatayeva | Boxeo                 | Mosca (–51 kg) F                  |
| Maxim Koptiakov | Boxeo                 | Medio (–75 kg) M                  |
| Sadam Magomedov | Boxeo                 | Pesado (–91 kg) M                 |
| Pavel Siliaguin | Boxeo                 | Semipesado (–81 kg) M             |
| Timur Arslanov Alexei Jovanski Timur Safin Dmitri Zherebchenko | Esgrima               | Florete por equipos M             |
| Adelina Zaguidulina | Esgrima               | Florete ind. F                    |
| Mariya Ridel Viktoriya Kovaliova Tatiana Sujova Yana Obvintseva | Esgrima               | Sable por equipos F               |
| Dujik Dzhanazian Denis Solovev | Gimnasia aeróbica     | Par mixto                         |
| Nikita Ignatiev | Gimnasia artística    | Concurso completo ind. M          |
| David Beliavski | Gimnasia artística    | Suelo M                           |
| Nikita Ignatiev | Gimnasia artística    | Barra fija M                      |
| Irina Dolgova | Judo                  | –48 kg F                          |
| Natalia Kuziutina | Judo                  | –52 kg F                          |
| Mijail Puliayev | Judo                  | –66 kg M                          |
| Renat Saidov | Judo                  | +100 kg M                         |
| Alexandr Parasiuk | Judo                  | +90 kg (ciegos) M                 |
| Kiril Denisov Kamal Jan-Magomedov Alan Jubetsov Ivan Nifontov Mijail Puliayev Renat Saidov Kiril Voprosov Denis Yartsev                                                | Judo                  | Equipos M                         |
| Ivanna Zaitseva | Karate                | Kumite +68 kg F                   |
| Chinguiz Labazanov | Lucha grecorromana    | 75 kg M                           |
| Ilias Bekbulatov | Lucha libre           | 65 kg M                           |
| Abdusalam Gadisov | Lucha libre           | 97 kg M                           |
| Valentina Islamova | Lucha libre           | 48 kg F                           |
| Natalia Vorobiova | Lucha libre           | 69 kg F                           |
| Ernest Maxumov | Natación              | 400 m libre M                     |
| Daniil Pajomov | Natación              | 50 m mariposa M                   |
| Vladislav Kozlov | Natación              | 100 m libre M                     |
| Roman Larin | Natación              | 200 m espalda M                   |
| Yelisei Stepanov | Natación              | 200 m libre M                     |
| Daniil Antipov | Natación              | 100 m mariposa M                  |
| Alexei Brianski | Natación              | 50 m libre M                      |
| Vladislav Kozlov Alexei Brianski Yelisei Stepanov Igor Shadrin | Natación              | 4 × 100 m libre M                 |
| Mariya Kameneva | Natación              | 50 m espalda F                    |
| Anastasiya Kirpichnikova | Natación              | 400 m libre F                     |
| Mariya Kameneva | Natación              | 100 m libre F                     |
| Daria Chikunova | Natación              | 100 m braza F                     |
| Ilia Molchanov | Saltos                | Trampolín 3 m M                   |
| Azamat Sidakov | Sambo                 | –74 kg M                          |
| Anna Shcherbakova | Sambo                 | –64 kg F                          |
| Olga Zajartsova | Sambo                 | –68 kg F                          |
| Alexei Denisenko | Taekwondo             | –68 kg M                          |
| Olga Ivanova | Taekwondo             | +67 kg F                          |
| Yelena Tkach | Tiro                  | Foso F                            |
| Daria Vdovina Serguei Kruglov | Tiro                  | Rifle 10 m mixto                  |
| Yekaterina Korshunova Vladimir Goncharov | Tiro                  | Pistola 10 m mixto                |
| Equipo | Voleibol              | Torneo M                          |